# Флора Бровина
Флора Бровина (на албански: Flora Brovina; р. 1949) е косовско-албанска лекарка, поетеса, журналистка и общественичка.

## Биография
Родена е на 30 септември 1949 г. в АО Косово и Метохия, СР Сърбия, ФНРЮ. Има брат Илир Бровина (Ilir Brovina).
След завършването на медицинския институт в Прищина продължава обучението си в Загреб, където се специализира в педиатрията.
След като се завръща в Косово, започва да работи като журналистка в ежедневния вестник Rilindja. След това започва работа като лекар-педиатър в болницата в Прищина.
Когато през 1990-те години ескалира политическата обстановка, Бровина не остава настрана от събитията: започва да събира информация за актове на насилие, занимава се с хуманитарна дейност, организира помощ за деца, оглавява Център за психологическа рехабилитация на деца-сираци.
По време на Косовската война на 20 април 1999 г. Бровина е отвлечена от маскирани мъже, които я отвеждат в неизвестна посока. По-късно се оказва, че е била в сръбски плен, прекарва година и половина в сръбски затвори, преди да бъде освободена в резултат на международно влияние.
Флора Бровина се занимава с политическа дейност. През 2001 г. се кандидатира за президент на Косово от Демократическата партия на Косово. Като член на тази партия през 2004 година е избрана в Парламента на Косово. Ръководила е Женската лига на косовските албанци.
Авторка е на няколко поетични сборника:
- „Vërma emrin тим“ (1973),
- „Bimë e zë“ (1979),
- „Luleborë“ (1988),
- „Mat e çmat“ (1995),
- „Thirrje e Kosovë“ (1999).

Нейни стихове в превод от Робърт Елси са публикувани в Ню Йорк през 2001 г.

## Награди
През 1999 г. Флора Бровина получава награда от шведския ПЕН клуб и е удостоена с награда Barbara Goldsmith Freedom to Write Award от американския PEN American Center. Носителка е на Наградата по правата на човека на германската фондация „Хайнрих Бьол“.